# Simon Steinberger
Simon Steinberger (ur. 18 sierpnia 2005) – austriacki skoczek narciarski, reprezentant klubu SC Mayrhofen. Medalista mistrzostw świata juniorów (2024–2025) oraz zimowego olimpijskiego festiwalu młodzieży Europy (2023).
Jego brat bliźniak Jakob również jest skoczkiem narciarskim.

## Przebieg kariery
Początkowo uprawiał kombinację norweską – jedyne starty w zawodach FIS w tej dyscyplinie odnotował w sierpniu 2018 w Oberstdorfie, zajmując 15. (Gundersen) oraz 12. (Sprint) pozycję w zawodach cyklu Youth Cup I.
W lipcu 2017 zajął 8. miejsce indywidualnie oraz zdobył srebrny medal w drużynie na nieoficjalnych mistrzostwach świata dzieci w Ruhpolding. We wrześniu 2021 zadebiutował w Alpen Cupie, zajmując 29. i 36. lokatę w Kanderstegu. W lutym 2022 zdobył złoty medal drużynowo na OPA Games w Predazzo. Wystartował na Zimowym Olimpijskim Festiwalu Młodzieży Europy 2023, na którym zajął 8. miejsce indywidualnie, 4. lokatę w mikście oraz zdobył złoty medal w rywalizacji drużynowej mężczyzn. W lutym 2023 zadebiutował w FIS Cupie, zajmując 19. i 26. miejsce w Villach.
W debiucie w Letnim Pucharze Kontynentalnym 16 września 2023 zajął 13. pozycję w zawodach w Stams. 30 września w Hinzenbach swój pierwszy występ w Letnim Grand Prix ukończył na 37. lokacie. 6 stycznia 2024 w debiucie w Pucharze Świata zajął 48. miejsce w konkursie Turnieju Czterech Skoczni w Bischofshofen. Wystartował na Mistrzostwach Świata Juniorów 2024 w Planicy, na których zajął 4. miejsce indywidualnie oraz zdobył złoty medal w drużynie męskiej.

## Mistrzostwa świata juniorów

### Indywidualnie
| 2024 Planica     | – | 4. miejsce    |
| 2025 Lake Placid | – | brązowy medal |

### Drużynowo
| 2024 Planica     | – | złoty medal                                   |
| 2025 Lake Placid | – | złoty medal, brązowy medal (drużyna mieszana) |

### Starty S. Steinbergera na mistrzostwach świata juniorów – szczegółowo
| Miejsce | Dzień     | Rok  | Miejscowość | Skocznia            | Punkt K | HS     | Konkurs      | Skok 1 | Skok 2 | Nota                  | Strata   | Zwycięzca        |
| ------- | --------- | ---- | ----------- | ------------------- | ------- | ------ | ------------ | ------ | ------ | --------------------- | -------- | ---------------- |
| 4.      | 8 lutego  | 2024 | Planica     | Srednja skakalnica  | K-95    | HS-102 | indywid.     | 95,0 m | 97,5 m | 254,0 pkt             | 12,7 pkt | Stephan Embacher |
| 1.      | 10 lutego | 2024 | Planica     | Srednja skakalnica  | K-95    | HS-102 | druż.        | 93,0 m | 98,0 m | 934,3 pkt (237,3 pkt) | –        | –                |
| 3.      | 12 lutego | 2025 | Lake Placid | MacKenzie Intervale | K-90    | HS-100 | indywid.     | 95,0 m | 97,0 m | 255,3 pkt             | 2,8 pkt  | Stephan Embacher |
| 1.      | 14 lutego | 2025 | Lake Placid | MacKenzie Intervale | K-90    | HS-100 | druż.        | 95,0 m | 88,5 m | 932,5 pkt (238,0 pkt) | –        | –                |
| 3.      | 15 lutego | 2025 | Lake Placid | MacKenzie Intervale | K-90    | HS-100 | druż. miesz. | 93,5 m | 94,0 m | 834,7 pkt (229,5 pkt) | 85,1 pkt | Słowenia         |

## Zimowy olimpijski festiwal młodzieży Europy

### Indywidualnie
| 2023 Friuli-Wenecja Julijska/ Planica | – | 8. miejsce |

### Drużynowo
| 2023 Friuli-Wenecja Julijska/ Planica | – | złoty medal, 4. miejsce (drużyna mieszana) |

### Starty S. Steinbergera na zimowym olimpijskim festiwalu młodzieży Europy – szczegółowo
| Miejsce | Dzień       | Rok  | Miejscowość | Skocznia           | Punkt K | HS     | Konkurs      | Skok 1 | Skok 2 | Nota                  | Strata    | Zwycięzca        |
| ------- | ----------- | ---- | ----------- | ------------------ | ------- | ------ | ------------ | ------ | ------ | --------------------- | --------- | ---------------- |
| 8.      | 23 stycznia | 2023 | Planica     | Srednja skakalnica | K-95    | HS-102 | indywid.     | 91,5 m | 89,0 m | 226,3 pkt             | 42,5 pkt  | Stephan Embacher |
| 1.      | 25 stycznia | 2023 | Planica     | Srednja skakalnica | K-95    | HS-102 | druż.        | 94,5 m | 94,0 m | 976,5 pkt (231,9 pkt) | –         | –                |
| 4.      | 27 stycznia | 2023 | Planica     | Srednja skakalnica | K-95    | HS-102 | druż. miesz. | 98,5 m | 92,5 m | 809,2 pkt (236,0 pkt) | 109,4 pkt | Słowenia         |

## Puchar Świata

### Miejsca w poszczególnych konkursach indywidualnychPucharu Świata
stan po zakończeniu sezonu 2024/2025
| Źródło | Źródło     | Źródło           | Źródło            | Źródło            | Źródło            | Źródło          | Źródło          | Źródło           | Źródło                       | Źródło          | Źródło              | Źródło      | Źródło         | Źródło          | Źródło          | Źródło            | Źródło            | Źródło        | Źródło        | Źródło           | Źródło           | Źródło      | Źródło      | Źródło     | Źródło     | Źródło          | Źródło          | Źródło          | Źródło          | Źródło        | Źródło        | Źródło | Źródło | Źródło | Źródło | Źródło | Źródło | Źródło | Źródło | Źródło | Źródło | Źródło | Źródło | Źródło | Źródło | Źródło | Źródło | Źródło | Źródło |
| --- | ---------- | ---------------- | ----------------- | ----------------- | ----------------- | --------------- | --------------- | ---------------- | ---------------------------- | --------------- | ------------------- | ----------- | -------------- | --------------- | --------------- | ----------------- | ----------------- | ------------- | ------------- | ---------------- | ---------------- | ----------- | ----------- | ---------- | ---------- | --------------- | --------------- | --------------- | --------------- | ------------- | ------------- | ------ | ------ | ------ | ------ | ------ | ------ | ------ | ------ | ------ | ------ | ------ | ------ | ------ | ------ | ------ | ------ | ------ | ------ |
| Sezon 2023/2024 |            |                  |                   |                   |                   |                 |                 |                  |                              |                 |                     |             |                |                 |                 |                   |                   |               |               |                  |                  |             |             |            |            |                 |                 |                 |                 |               |               |        |        |        |        |        |        |        |        |        |        |        |        |        |        |        |        |        |        |
| Ruka HS142 | Ruka HS142 | Lillehammer HS98 | Lillehammer HS140 | Klingenthal HS140 | Klingenthal HS140 | Engelberg HS140 | Engelberg HS140 | Oberstdorf HS137 | Garmisch-Partenkirchen HS142 | Innsbruck HS128 | Bischofshofen HS142 | Wisła HS134 | Zakopane HS140 | Willingen HS147 | Willingen HS147 | Lake Placid HS128 | Lake Placid HS128 | Sapporo HS137 | Sapporo HS137 | Oberstdorf HS235 | Oberstdorf HS235 | Lahti HS130 | Lahti HS130 | Oslo HS134 | Oslo HS134 | Trondheim HS105 | Trondheim HS140 | Vikersund HS240 | Vikersund HS240 | Planica HS240 | Planica HS240 | punkty |        |        |        |        |        |        |        |        |        |        |        |        |        |        |        |        |        |
| - | -          | -                | -                 | -                 | -                 | -               | -               | -                | -                            | -               | 48                  | -           | -              | -               | -               | -                 | -                 | -             | -             | -                | -                | -           | -           | -          | -          | -               | -               | -               | -               | -             | -             | 0      |        |        |        |        |        |        |        |        |        |        |        |        |        |        |        |        |        |
| Legenda |            |                  |                   |                   |                   |                 |                 |                  |                              |                 |                     |             |                |                 |                 |                   |                   |               |               |                  |                  |             |             |            |            |                 |                 |                 |                 |               |               |        |        |        |        |        |        |        |        |        |        |        |        |        |        |        |        |        |        |
| 1 2 3 4-10 11-30 poniżej 30 dq – dyskwalifikacja q – dyskwalifikacja w kwalifikacjach q – zawodnik nie zakwalifikował się - – zawodnik nie wystartował |            |                  |                   |                   |                   |                 |                 |                  |                              |                 |                     |             |                |                 |                 |                   |                   |               |               |                  |                  |             |             |            |            |                 |                 |                 |                 |               |               |        |        |        |        |        |        |        |        |        |        |        |        |        |        |        |        |        |        |

### Turniej Czterech Skoczni

#### Miejsca w klasyfikacji generalnej
| Sezon     | Miejsce |
| --------- | ------- |
| 2023/2024 | 66.     |

## Letnie Grand Prix

### Miejsca w klasyfikacji generalnej
| Sezon | Miejsce |
| ----- | ------- |
| 2024  | 43.     |

### Miejsca w poszczególnych konkursach indywidualnychLGP
stan po zakończeniu LGP 2024
| Źródło | Źródło           | Źródło        | Źródło        | Źródło      | Źródło      | Źródło          | Źródło          | Źródło            | Źródło | Źródło | Źródło | Źródło | Źródło | Źródło | Źródło | Źródło | Źródło | Źródło | Źródło | Źródło | Źródło | Źródło | Źródło | Źródło | Źródło | Źródło |
| --- | ---------------- | ------------- | ------------- | ----------- | ----------- | --------------- | --------------- | ----------------- | ------ | ------ | ------ | ------ | ------ | ------ | ------ | ------ | ------ | ------ | ------ | ------ | ------ | ------ | ------ | ------ | ------ | ------ |
| 2023 |                  |               |               |             |             |                 |                 |                   |        |        |        |        |        |        |        |        |        |        |        |        |        |        |        |        |        |        |
| Courchevel HS132 | Courchevel HS132 | Szczyrk HS104 | Szczyrk HS104 | Râșnov HS97 | Râșnov HS97 | Hinzenbach HS90 | Hinzenbach HS90 | Klingenthal HS140 | punkty |        |        |        |        |        |        |        |        |        |        |        |        |        |        |        |        |        |
| - | -                | -             | -             | -           | -           | 37              | -               | -                 | 0      |        |        |        |        |        |        |        |        |        |        |        |        |        |        |        |        |        |
| 2024 |                  |               |               |             |             |                 |                 |                   |        |        |        |        |        |        |        |        |        |        |        |        |        |        |        |        |        |        |
| Courchevel HS132 | Courchevel HS132 | Wisła HS134   | Wisła HS134   | Râșnov HS97 | Râșnov HS97 | Hinzenbach HS90 | Hinzenbach HS90 | Klingenthal HS140 | punkty | punkty | punkty | punkty | punkty | punkty | punkty | punkty | punkty |        |        |        |        |        |        |        |        |        |
| - | -                | -             | -             | 9           | 14          | -               | -               | -                 | 47     | 47     | 47     | 47     | 47     | 47     | 47     | 47     | 47     |        |        |        |        |        |        |        |        |        |
| Legenda |                  |               |               |             |             |                 |                 |                   |        |        |        |        |        |        |        |        |        |        |        |        |        |        |        |        |        |        |
| 1 2 3 4-10 11-30 poniżej 30 dq – dyskwalifikacja q – dyskwalifikacja w kwalifikacjach q – zawodnik nie zakwalifikował się - – zawodnik nie wystartował |                  |               |               |             |             |                 |                 |                   |        |        |        |        |        |        |        |        |        |        |        |        |        |        |        |        |        |        |

## Puchar Kontynentalny

### Miejsca w klasyfikacji generalnej
| Sezon     | Miejsce |
| --------- | ------- |
| 2023/2024 | 63.     |
| 2024/2025 | 40.     |

### Miejsca w poszczególnych konkursachPucharu Kontynentalnego
stan po zakończeniu sezonu 2024/2025
| Sezon 2023/2024                                                               |                   |            |            |                 |                 |                              |                              |                 |                 |               |                   |                   |                 |                 |                     |                     |                     |                     |                     |                     |                |                |             |             |                |                |        |        |        |        |        |        |        |        |        |        |        |        |        |        |        |        |        |        |        |        |        |        |        |        |        |        |        |        |        |        |        |        |        |        |        |        |        |        |        |        |
| Lillehammer HS140                                                             | Lillehammer HS140 | Ruka HS142 | Ruka HS142 | Engelberg HS140 | Engelberg HS140 | Garmisch-Partenkirchen HS142 | Garmisch-Partenkirchen HS142 | Innsbruck HS128 | Innsbruck HS128 | Sapporo HS137 | Sapporo HS137     | Sapporo HS137     | Willingen HS147 | Willingen HS147 | Lillehammer HS140   | Lillehammer HS140   | Brotterode HS117    | Brotterode HS117    | Iron Mountain HS133 | Iron Mountain HS133 | Planica HS138  | Planica HS138  | Lahti HS130 | Lahti HS130 | Zakopane HS140 | Zakopane HS140 | punkty | punkty | punkty | punkty | punkty | punkty | punkty | punkty | punkty | punkty | punkty | punkty | punkty | punkty | punkty | punkty | punkty | punkty | punkty | punkty | punkty | punkty | punkty | punkty | punkty | punkty | punkty | punkty | punkty | punkty | punkty | punkty | punkty | punkty | punkty | punkty | punkty | punkty | punkty | punkty |
| -                                                                             | -                 | -          | -          | -               | -               | -                            | -                            | 24              | 31              | -             | -                 | -                 | -               | -               | -                   | -                   | 12                  | 26                  | -                   | -                   | -              | -              | -           | -           | -              | -              | 34     | 34     | 34     | 34     | 34     | 34     | 34     | 34     | 34     | 34     | 34     | 34     | 34     | 34     | 34     | 34     | 34     | 34     | 34     | 34     | 34     | 34     | 34     | 34     | 34     | 34     | 34     | 34     | 34     | 34     | 34     | 34     | 34     | 34     | 34     | 34     | 34     | 34     | 34     | 34     |
| Sezon 2024/2025                                                               |                   |            |            |                 |                 |                              |                              |                 |                 |               |                   |                   |                 |                 |                     |                     |                     |                     |                     |                     |                |                |             |             |                |                |        |        |        |        |        |        |        |        |        |        |        |        |        |        |        |        |        |        |        |        |        |        |        |        |        |        |        |        |        |        |        |        |        |        |        |        |        |        |        |        |
| Zhangjiakou HS106                                                             | Zhangjiakou HS106 | Ruka HS142 | Ruka HS142 | Engelberg HS140 | Engelberg HS140 | Bischofshofen HS142          | Bischofshofen HS142          | Sapporo HS137   | Sapporo HS137   | Sapporo HS137 | Lillehammer HS140 | Lillehammer HS140 | Kranj HS109     | Kranj HS109     | Iron Mountain HS133 | Iron Mountain HS133 | Iron Mountain HS133 | Iron Mountain HS133 | Lahti HS130         | Lahti HS130         | Zakopane HS140 | Zakopane HS140 | punkty      | punkty      | punkty         | punkty         | punkty | punkty | punkty | punkty | punkty | punkty | punkty | punkty | punkty | punkty | punkty | punkty | punkty | punkty | punkty | punkty | punkty | punkty | punkty | punkty | punkty | punkty | punkty | punkty | punkty | punkty | punkty | punkty | punkty | punkty | punkty | punkty | punkty | punkty | punkty | punkty |        |        |        |        |
| -                                                                             | -                 | -          | -          | 6               | 19              | 31                           | 35                           | -               | -               | -             | -                 | -                 | -               | -               | -                   | -                   | -                   | -                   | 25                  | 19                  | 13             | 22             | 99          | 99          | 99             | 99             | 99     | 99     | 99     | 99     | 99     | 99     | 99     | 99     | 99     | 99     | 99     | 99     | 99     | 99     | 99     | 99     | 99     | 99     | 99     | 99     | 99     | 99     | 99     | 99     | 99     | 99     | 99     | 99     | 99     | 99     | 99     | 99     | 99     | 99     | 99     | 99     |        |        |        |        |
| Legenda                                                                       |                   |            |            |                 |                 |                              |                              |                 |                 |               |                   |                   |                 |                 |                     |                     |                     |                     |                     |                     |                |                |             |             |                |                |        |        |        |        |        |        |        |        |        |        |        |        |        |        |        |        |        |        |        |        |        |        |        |        |        |        |        |        |        |        |        |        |        |        |        |        |        |        |        |        |
| 1 2 3 4-10 11-30 poniżej 30 dq – dyskwalifikacja - – zawodnik nie wystartował |                   |            |            |                 |                 |                              |                              |                 |                 |               |                   |                   |                 |                 |                     |                     |                     |                     |                     |                     |                |                |             |             |                |                |        |        |        |        |        |        |        |        |        |        |        |        |        |        |        |        |        |        |        |        |        |        |        |        |        |        |        |        |        |        |        |        |        |        |        |        |        |        |        |        |

## Letni Puchar Kontynentalny

### Miejsca w klasyfikacji generalnej
| Sezon | Miejsce |
| ----- | ------- |
| 2023  | 34.     |

### Miejsca w poszczególnych konkursachLetniego Pucharu Kontynentalnego
stan po zakończeniu LPK 2024
| 2023                                                                          |            |             |             |                   |                   |                   |                   |                   |        |
| Oslo HS106                                                                    | Oslo HS106 | Stams HS115 | Stams HS115 | Klingenthal HS140 | Klingenthal HS140 | Lake Placid HS128 | Lake Placid HS128 | Lake Placid HS128 | punkty |
| -                                                                             | -          | 13          | 19          | -                 | -                 | -                 | -                 | -                 | 32     |
| Legenda                                                                       |            |             |             |                   |                   |                   |                   |                   |        |
| 1 2 3 4-10 11-30 poniżej 30 dq – dyskwalifikacja - − zawodnik nie wystartował |            |             |             |                   |                   |                   |                   |                   |        |

## FIS Cup

### Miejsca w klasyfikacji generalnej
| Sezon     | Miejsce |
| --------- | ------- |
| 2022/2023 | 106.    |
| 2024/2025 | 15.     |

### Zwycięstwa w konkursach indywidualnych FIS Cupu chronologicznie
| 1. | 8 grudnia  | 2024 | Kandersteg | Lötschberg-Schanze | K-95 | HS-106 | 111,5 m | 107,0 m | 282,3 pkt |
| 2. | 13 grudnia | 2024 | Notodden   | Tveitanbakken      | K-90 | HS-98  | 97,0 m  | 94,0 m  | 266,8 pkt |

### Miejsca na podium w konkursach indywidualnych FIS Cupu chronologicznie
| 1. | 8 grudnia  | 2024 | Kandersteg | Lötschberg-Schanze | K-95 | HS-106 | 111,5 m | 107,0 m | 282,3 pkt | 1. | –        | –                 |
| 2. | 13 grudnia | 2024 | Notodden   | Tveitanbakken      | K-90 | HS-98  | 97,0 m  | 94,0 m  | 266,8 pkt | 1. | –        | –                 |
| 3. | 14 grudnia | 2024 | Notodden   | Tveitanbakken      | K-90 | HS-98  | 97,0 m  | 97,5 m  | 270,6 pkt | 2. | 12,6 pkt | Niklas Bachlinger |

### Miejsca w poszczególnych konkursachFIS Cupu
stan po zakończeniu sezonu 2024/2025
| Źródło                                                                        | Źródło             | Źródło         | Źródło         | Źródło           | Źródło           | Źródło      | Źródło      | Źródło       | Źródło       | Źródło           | Źródło           | Źródło        | Źródło        | Źródło       | Źródło           | Źródło        | Źródło        | Źródło         | Źródło         | Źródło        | Źródło        | Źródło         | Źródło         | Źródło        | Źródło        | Źródło         | Źródło         | Źródło | Źródło | Źródło | Źródło | Źródło | Źródło | Źródło | Źródło | Źródło | Źródło | Źródło | Źródło |
| ----------------------------------------------------------------------------- | ------------------ | -------------- | -------------- | ---------------- | ---------------- | ----------- | ----------- | ------------ | ------------ | ---------------- | ---------------- | ------------- | ------------- | ------------ | ---------------- | ------------- | ------------- | -------------- | -------------- | ------------- | ------------- | -------------- | -------------- | ------------- | ------------- | -------------- | -------------- | ------ | ------ | ------ | ------ | ------ | ------ | ------ | ------ | ------ | ------ | ------ | ------ |
| Sezon 2022/2023                                                               |                    |                |                |                  |                  |             |             |              |              |                  |                  |               |               |              |                  |               |               |                |                |               |               |                |                |               |               |                |                |        |        |        |        |        |        |        |        |        |        |        |        |
| Frenštát HS106                                                                | Frenštát HS106     | Szczyrk HS104  | Szczyrk HS104  | Einsiedeln HS117 | Einsiedeln HS117 | Kranj HS109 | Kranj HS109 | Villach HS98 | Villach HS98 | Notodden HS98    | Notodden HS98    | Szczyrk HS104 | Szczyrk HS104 | Villach HS98 | Villach HS98     | Oberhof HS100 | Oberhof HS100 | Zakopane HS140 | Zakopane HS140 | punkty        | punkty        | punkty         | punkty         | punkty        | punkty        | punkty         | punkty         | punkty | punkty | punkty | punkty | punkty | punkty | punkty | punkty | punkty | punkty | punkty |        |
| -                                                                             | -                  | -              | -              | -                | -                | -           | -           | -            | -            | -                | -                | -             | -             | 19           | 26               | -             | -             | -              | -              | 17            | 17            | 17             | 17             | 17            | 17            | 17             | 17             | 17     | 17     | 17     | 17     | 17     | 17     | 17     | 17     | 17     | 17     | 17     |        |
| Sezon 2024/2025                                                               |                    |                |                |                  |                  |             |             |              |              |                  |                  |               |               |              |                  |               |               |                |                |               |               |                |                |               |               |                |                |        |        |        |        |        |        |        |        |        |        |        |        |
| Hinterzarten HS109                                                            | Hinterzarten HS109 | Frenštát HS106 | Frenštát HS106 | Szczyrk HS104    | Szczyrk HS104    | Kranj HS109 | Kranj HS109 | Villach HS98 | Villach HS98 | Einsiedeln HS117 | Einsiedeln HS117 | Otepää HS97   | Otepää HS97   | Otepää HS97  | Kandersteg HS106 | Notodden HS98 | Notodden HS98 | Falun HS100    | Falun HS100    | Szczyrk HS104 | Szczyrk HS104 | Eisenerz HS109 | Eisenerz HS109 | Oberhof HS100 | Oberhof HS100 | Zakopane HS140 | Zakopane HS140 | punkty |        |        |        |        |        |        |        |        |        |        |        |
| -                                                                             | -                  | 4              | 18             | 4                | 10               | -           | -           | -            | -            | -                | -                | -             | -             | -            | 1                | 1             | 2             | -              | -              | -             | -             | -              | -              | -             | -             | -              | -              | 419    |        |        |        |        |        |        |        |        |        |        |        |
| Legenda                                                                       |                    |                |                |                  |                  |             |             |              |              |                  |                  |               |               |              |                  |               |               |                |                |               |               |                |                |               |               |                |                |        |        |        |        |        |        |        |        |        |        |        |        |
| 1 2 3 4-10 11-30 poniżej 30 dq – dyskwalifikacja - − zawodnik nie wystartował |                    |                |                |                  |                  |             |             |              |              |                  |                  |               |               |              |                  |               |               |                |                |               |               |                |                |               |               |                |                |        |        |        |        |        |        |        |        |        |        |        |        |